# Gaffeltecknat träfly
Gaffeltecknat träfly (Lithophane furcifera) är en fjärilsart som beskrevs av Hüfnagel 1767. Gaffeltecknat träfly ingår i släktet Lithophane och familjen nattflyn. Arten är reproducerande i Sverige. Inga underarter finns listade i Catalogue of Life.

## Bildgalleri

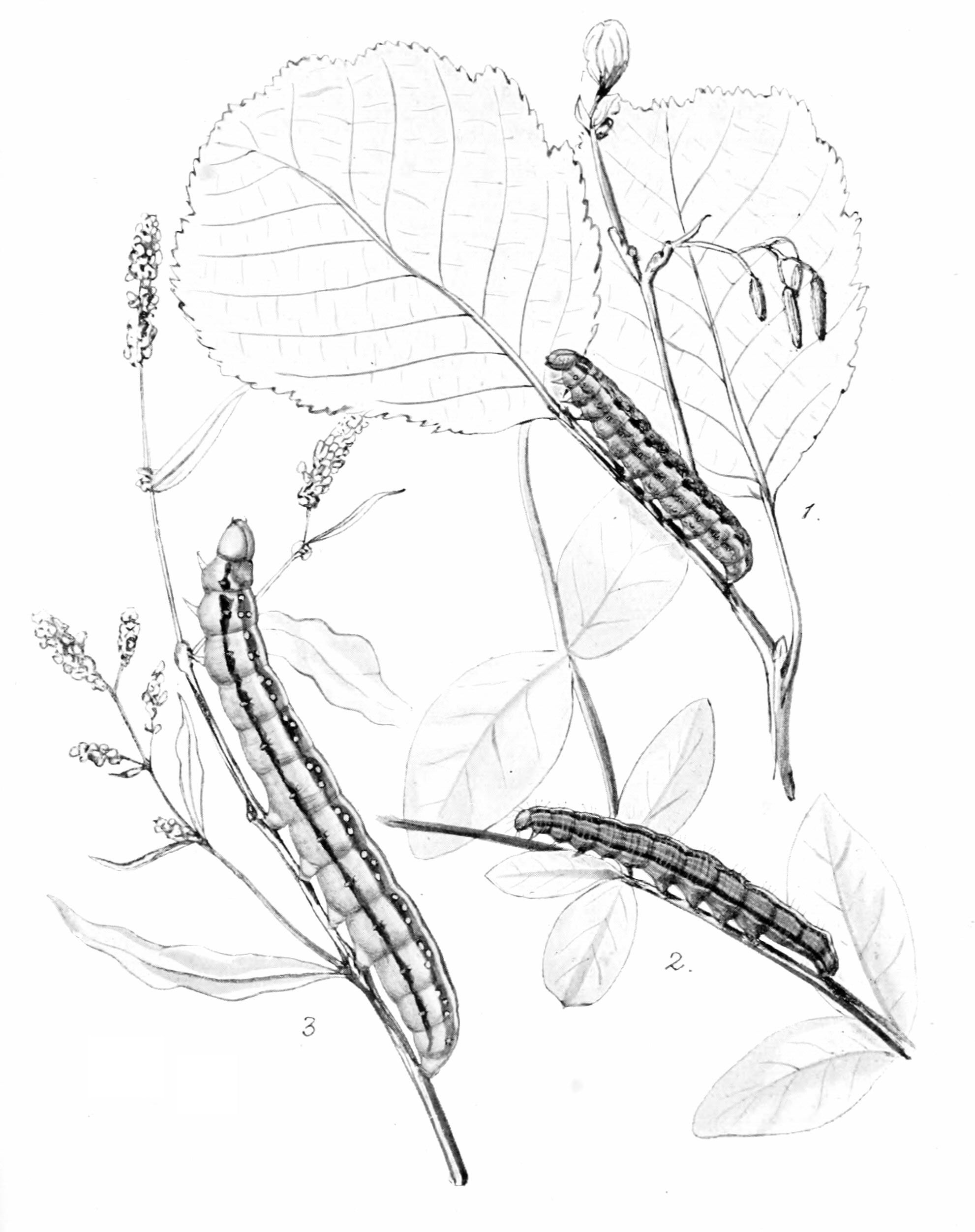
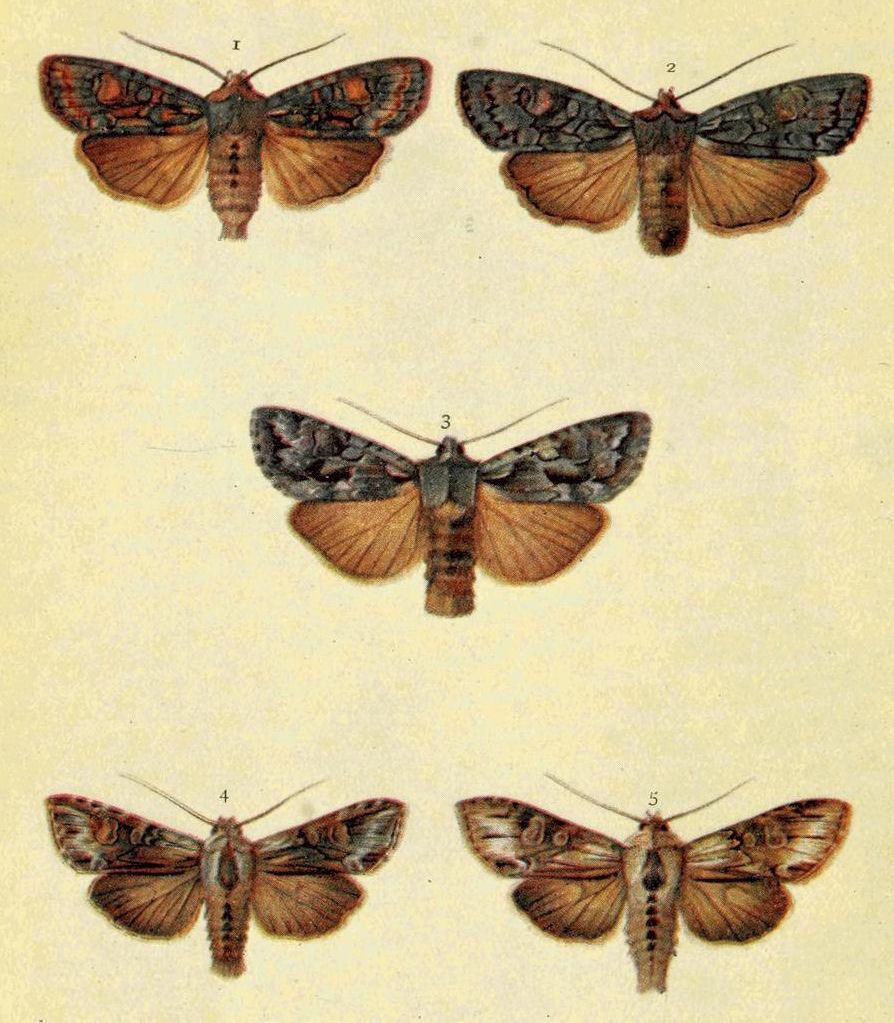